# Virus (film 1980)
Virus è un film del 1980 diretto da Bruno Mattei (con lo pseudonimo Vincent Dawn) e Claudio Fragasso (non accreditato).
Il film è ambientato in Nuova Guinea, dove una pericolosa sostanza chimica fuoriuscita da un laboratorio trasforma i tecnici e gli indigeni in zombi. Una giornalista francese (Margit Evelyn Newton) e il suo cameraman sbarcano sull'isola per indagare.
Si tratta della prima incursione di Mattei nell'horror e in particolare nell'universo dei morti viventi. Il film è stato distribuito anche con il titolo Virus - L'inferno dei morti viventi.

## Trama
In un'installazione segreta nel Terzo Mondo si svolgono esperimenti di sostanze chimiche. A causa di un topo resuscitato e con istinti antropofagi, si sprigiona un vapore verdognolo che trasforma tutto il personale in servizio in famelici zombie.
Un gruppo di terroristi ha preso in ostaggio un ambasciatore americano e la sua famiglia, ordinando lo smantellamento dei centri di ricerca, patrocinati dalla famigerata società multinazionale HOPE. Intervengono quattro militari di una squadra speciale, che una volta ultimata la liberazione dovranno partire per la Nuova Guinea in missione segreta.
Il destino dei quattro militari si incrocia con quello di due reporter francesi. Giunti in una disabitata missione, i reporter si imbattono in alcuni cadaveri viventi che vengono soppressi dai colpi di arma da fuoco dei militari, sebbene ne facciano le spese gli accompagnatori dei giornalisti, uccisi da un prete zombie e da un bambino divenuto un non morto per una ferita infetta. I pochi superstiti, sei in tutto, proseguono la spedizione nella foresta tropicale.
Dopo essersi imbattuti in agguati da altri cadaveri, non senza vittime, giungono alla destinazione finale, la centrale che ha sprigionato i vapori. Il posto sembra deserto ma pullulano in ogni angolo degli zombi e il resto della spedizione viene eliminato uno ad uno.
Epilogo in una città qualunque, dove alcuni avventori di un bar seguono un notiziario. Un giornalista intervista uno scienziato il quale afferma di essere stato spettatore di un'inspiegabile resurrezione, notizia che suscita ilarità e scetticismo tra gli spettatori ma alle loro spalle qualcosa di orribile sta accadendo.

## Produzione

### Sceneggiatura
In un'intervista Bruno Mattei ha dichiarato che la produzione di Virus è iniziata su specifica richiesta del produttore Di Girolamo, poiché in quegli anni c'era richiesta di film truculenti sia in Germania che negli Stati Uniti, e anche in Giappone dove il genere gore era molto apprezzato.
Mattei voleva realizzare un film ispirato a Zombi (1978) di George A. Romero, ma con un tono più leggero, più scanzonato.
Claudio Fragasso sostiene di aver scritto Virus con Rossella Drudi, sceneggiatrice con la quale ha collaborato spesso. In quel periodo vennero realizzati molti film sulla scia del successo di Zombi, ma Fragasso voleva fare qualcosa di diverso: prese spunto in parte da 2022: i sopravvissuti (1973) di Richard Fleischer, soprattutto per l'idea di fondo, ma immaginando Virus come «un'epopea di non morti, una sorta di Apocalypse Now»".
Inizialmente vennero scritte due sceneggiature, ma i produttori rifiutarono quella che Mattei preferiva per una questione di budget.

### Riprese
Virus è stato interamente girato in cinque settimane tra l'Italia e la Spagna. Nella pellicola sono state inseriti filmati di repertorio per ricreare la giungla Nuova Guinea.
Fragasso racconta che quando la troupe arrivò a Barcellona per girare scoprì di non avere soldi a disposizione; fu necessario quindi riscrivere la sceneggiatura e improvvisare diverse scene del film. Tra queste c'è la scena in cui un soldato indossa tutù e cilindro, e si mette a ballare - imitando Gene Kelly in Cantando sotto la pioggia- mentre viene sbranato dagli zombi.

### Pseudonimo
Virus è il primo film nel quale Mattei utilizza lo pseudonimo Vincent Dawn, su richiesta della produzione spagnola che voleva un nome differente da Jordan B. Matthews, nome utilizzato dal regista fino a quel momento.

## Distribuzione
- Spagna: novembre 1980[6]
- Italia: agosto 1981[6]
- Stati Uniti: 1983[6]